# Egenolfia bipinnatifida
Egenolfia bipinnatifida là một loài thực vật có mạch trong họ Lomariopsidaceae. Loài này được J. Sm. mô tả khoa học đầu tiên năm 1875.